# Maximilian Reichel

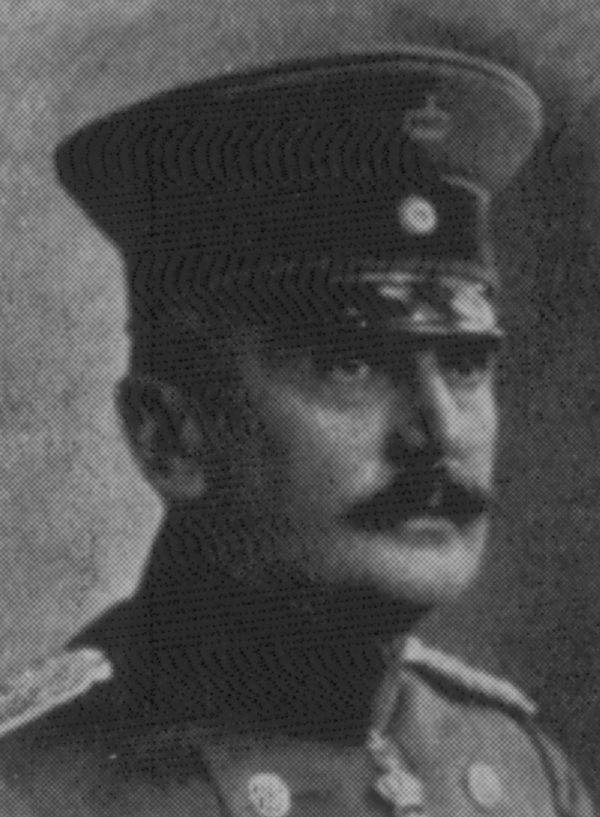
Maximilian Reichel

Carl Gustav Maximilian Reichel (* 5. April 1856 in Magdeburg; † 21. September 1924 in Berlin) war ein deutscher Bauingenieur und Feuerwehrmann und von 1905 bis 1922 der fünfte Leiter der Berliner Feuerwehr. Einen weiten Bekanntheitsgrad erlangte er mit der Indienststellung des weltweit ersten motorisierten Feuerwehr-Löschzugs in Hannover.

## Werdegang
Nach seinem Studium an der Berliner Bauakademie trat Reichel im Oktober 1882 als Bauingenieur in den Feuerwehrdienst der Stadt Breslau ein und war dort im Rang eines Brandmeisters als Leiter einer Feuerwache eingesetzt.
Im Jahr 1886 wechselte er zur Berliner Feuerwehr und wurde schließlich 1891 zum Brandinspektor befördert. 1893 wurde er Leiter der Feuerwehr der damaligen Stadt Altona.

### Feuerwehrchef in Hannover (1900–1905)
In derselben Funktion übernahm Reichel 1900 die Berufsfeuerwehr Hannover und wurde zugleich zum Branddirektor ernannt. Als neuer Feuerwehrchef sah er sich schnell mit der Frage der Motorisierung seiner Feuerwehr konfrontiert, setzte jedoch zunächst nicht auf eine Umstellung seines Fuhrparks. In dieser Debatte überwarf er sich vor allem mit der städtischen Führung und dem frisch gegründeten und einflussreichen Deutschen Feuerwehrverband, der sich schließlich gegen ihn durchsetzen konnte.
Maximilian Reichel beugte sich den Bedürfnissen des neuen Jahrhunderts und stellte sich der großen Herausforderung. Schließlich nahm er in Sachen Motorisierung sogar eine Vorreiterrolle ein. Tatsächlich gelang es ihm innerhalb kürzester Zeit, in Hannover den weltweit ersten, aus drei Feuerwehrfahrzeugen bestehenden, motorisierten Kraftfahrlöschzug in Dienst zu stellen, was ihm großen Ruhm einbrachte.
1904 arbeitete Reichel zudem als Privatdozent „für Feuerschutz und Feuerlöschwesen und für feuersichere Konstruktion“ an der Technischen Hochschule Hannover, übte in dieser Zeit aber keine Lehrtätigkeit aus.

### Feuerwehrchef in Berlin (1905–1922)

#### Motorisierung und Verwaltung
Nach dem plötzlichen Tod von Erich Giersberg im Februar 1905 wurde Reichel erneut nach Berlin berufen. Schließlich übernahm er am 15. Juni 1905 als Branddirektor die Leitung der Berliner Feuerwehr, die zwar als Berufsfeuerwehr zusammengefasst, jedoch noch immer von einzelnen städtischen und kommunalen Wehren Alt-Berlins umgeben war.
Mit seinen Erfahrungen aus Hannover nahm er sich nun in Berlin gemeinsam mit seinem späteren Nachfolger Walter Gempp der weiteren Motorisierung des Fuhrparks an. Hierbei konzentrierte sich der Branddirektor zunächst auf eine organisatorische Trennung des Fuhrparks und testete gleich verschiedene Antriebsarten. So beschaffte er für die Innenstadtwachen Elektrofahrzeuge und stattete die Wehren der Außenbereiche mit Fahrzeugen mit Dampfmotoren aus. Der klassische Explosionsmotor war für Reichel zunächst keine Option.
Die noch heute existierende und damals neu errichtete Feuerwache Schillerpark in Berlin-Wedding war 1910 die erste Wache der Berliner Feuerwehr, die einen reinen elektromotorisierten Fuhrpark aufwies. Jahre später, zum Ende seiner aktiven Dienstzeit, konnte Reichel den Einzug des Benzinmotors bei der Feuerwehr schließlich nicht mehr verhindern, da nach dem Ersten Weltkrieg die dafür notwendigen Radnabenmotoren nicht mehr gebaut wurden.
Ein weiterer Schwerpunkt seiner Tätigkeit war die Neuausrichtung der Feuerwehrverwaltung und uhrer Organisationsstruktur. So führte Reichel Kommissionen mit Beratungsfunktionen ein und ließ Brandoberinspektionen aufstellen, an die er erstmals Leitungsaufgaben delegierte. Außerdem setzte er mit der Trennung des Telegrafennetzes vom System der Polizei, ein weiteres Projekt seines verstorbenen Vorgängers Giersberg um. Reichel ließ stattdessen 1913 eine eigene Telegrafenverwaltung errichten, obwohl er damit keinen wirklichen technischen Fortschritt bei der Feuerwehr erzielen konnte.
Grund hierfür war vor allem die Sonderrolle Berlins, das als Reichshauptstadt zwar stetig wuchs, im Außenbereich allerdings noch immer in sechs Großstädte sowie zahlreiche Gemeinden und Gutsbezirke unterteilt war. Reichel erkannte dies sehr früh und strebte eine rasche Vereinheitlichung des Löschwesens an, was ihm zunächst unerreichbar schien.
Grundlegende Organisationspläne Reichels führten zu weiten Reformen im deutschen Feuerwehrwesen. So ist selbst die Gründung der Berufsfeuerwehr Erfurt im April 1910 auf ein Gutachten Reichels vom 10. Juli 1909 zurückzuführen.
Maximilian Reichel war vor Kriegsbeginn ein bereits hoch anerkannter Feuerwehrchef und Brandexperte, der sogar vom Kaiser bewundert wurde. Als Zeichen des Respekts nahm Kaiser Wilhelm II. im Februar 1914 persönlich eine Parade der Berliner Feuerwehr im Lustgarten ab und wohnte im Anschluss einer Großübung im benachbarten Berliner Dom bei.

#### Neuanfang nach dem Krieg
Nur wenige Monate später brach der Erste Weltkrieg aus, der auch fatale Folgen für die Berliner Feuerwehr hatte.
Reichel und weitere 700 Feuerwehrleute wurden unverzüglich eingezogen, womit sich der Personalbestand der Berufsfeuerwehr halbierte. Der Branddirektor überstand die Kriegswirren unbeschadet und war überwiegend als „Abteilungsleiter Feuerschutz“ im Großen Hauptquartier, der strategischen Kommandozentrale, im Generalstabsgebäude eingesetzt.
Im November 1918 kehrte er nach Kriegsende zurück auf seinen Posten bei der Feuerwehr und wurde dort mit großen Veränderungen konfrontiert. 63 seiner Feuerwehrleute waren im Krieg gefallen, und mehr als 100 Männer kehrten als Kriegsversehrte zurück und waren deshalb nicht mehr diensttauglich.
Maximilian Reichel war außerdem ein überzeugter Monarchist und litt unter dem Wandel zur demokratischen Republik. So hatte er sich nicht nur mit einer neuen gewählten Regierung, sondern als Feuerwehrchef auch mit dem Arbeiter- und Soldatenrat zu arrangieren. Hinzu kam der Umstand, dass seine vorgesetzte Dienststelle inzwischen durch den Altkommunisten Emil Eichhorn befehligt wurde, der im Zuge der Oktoberrevolution zum Polizeipräsidenten ernannt wurde.
Reichels Aufgabe bestand nunmehr hauptsächlich darin, wieder Ruhe und Ordnung in den Dienstbetrieb der Feuerwehr zu bringen. Hierbei musste er dem neu gebildeten Beamtenausschuss etliche Zugeständnisse machen.
Im Herzen immer noch treu dem ehemaligen Kaiser verbunden, musste er nun eine Zivilisierung seiner Behörde hinnehmen. So wurde die militärische Grußpflicht für die Feuerwehr abgeschafft und die Vorgesetzten auf einen bürgerlichen Umgangston gegenüber den nachgeordneten Kräften verpflichtet. Auch die Ordonnanzen der Offiziere, die inzwischen als Oberbeamte bezeichnet wurden, entfielen ersatzlos.
Eine weitere große Herausforderung ergab sich kurze Zeit später, nachdem die Berliner Feuerwehr mit den Auswirkungen der Januarrevolution konfrontiert wurde. Sie hatte nicht nur hunderte Tote und Verletzte zu transportieren, sondern stand selbst oftmals zwischen den Fronten. Obwohl die Feuerwehrfahrzeuge mit Rot-Kreuz-Flaggen fuhren, waren sie oftmals Ziel von Angriffen. Noch während der Märzunruhen wurde u. a. der Feuerwehrmann Josef Meier getötet.
Kurze Zeit später übernahm Reichel den Vorsitz im Reichsverband Deutscher Feuerwehringenieure, der aus der Berufsfeuerwehroffiziersvereinigung hervorgegangen war, um mehr Einfluss zu gewinnen.
Ein weiteres Großprojekt forderte Reichel abermals heraus: Mit Wirkung vom 1. Oktober 1920 wurden der Stadtkern Berlins mit den anliegenden Großstädten, Gemeinden und Gutsbezirken zum neuen Groß-Berlin zusammengeschlossen. Reichel erhielt die Aufgabe, die bisherigen 15 Berufsfeuerwehren und 65 Freiwilligen Feuerwehren in einer Behörde zu vereinigen. Schließlich wurde die Berliner Feuerwehr im April 1921 eine eigenständige Behörde, die somit nicht mehr der Polizei unterstellt war.
Maximilian Reichel wurde zum Oberbranddirektor ernannt; ein Dienstgrad, den es bisher in Deutschland nicht gab, der ihm aber wenig Glück brachte. Zwar hatte er klare Vorstellungen, wie die Struktur einer Groß-Berliner Feuerwehr aussehen sollte, doch hatte er nicht mit den Schwierigkeiten gerechnet, die ihm die Branddirektoren der bisher eigenständigen und nunmehr eingegliederten Feuerwehren bereiteten.
Seine eigentliche Aufgabe, die Vereinheitlichung des Feuerlöschwesens voranzutreiben, vermochte er kaum zu bewältigen. Schließlich musste er sogar erkennen, dass der Magistrat, dem die Berliner Feuerwehr ab 1922 unterstand, bereit war, den Branddirektoren in vielen Einzelfragen entgegenzukommen. Diesen Umstand konnte und wollte der Feuerwehrchef für sich nicht akzeptieren.
Inzwischen 67 Jahre alt, beging er im Oktober 1922 sein 40-jähriges Dienstjubiläum und beantragte zugleich seine Versetzung in den Ruhestand. Noch im selben Monat ließ er sich vom Feuerwehrdienst beurlauben.
Mit Ablauf des 31. März 1923 wurde Maximilian Reichel schließlich als Oberbranddirektor pensioniert. Als neuer Behördenchef folgte ihm Walter Gempp am 13. März nach.

### Letzte Jahre
Das Feuerwehrwesen ließ den früheren Oberbranddirektor auch nach seiner Pensionierung nicht los. So blieb er Berater in Fragen des Löschwesens, vergleichbar mit dem heutigen Vorbeugenden Brandschutz und erarbeitete zudem zahlreiche Vorlagen über Organisationsstrukturen für Berufs- und Freiwillige Feuerwehren aus.
Darüber hinaus war er Gründungsmitglied des Preußischen Feuerwehrbeirats und wirkte bei der Reorganisation des Reichsverbands Deutscher Feuerwehringenieure mit.
Seine ehemalige Behörde, die Berliner Feuerwehr, erkannte ziemlich schnell, dass Reichel mit seinen Vorstellungen zur Vereinheitlichung des Feuerlöschwesens recht behalten sollte. Auf dem politischen Wege wurden entsprechende Gesetzgebungsverfahren initiiert und im März 1923 durch den Magistrat verabschiedet.
Die neue „Geschäftsanweisung für die Deputation des Löschwesens“, die im Wesentlichen auf die Pläne des einstigen Oberbranddirektors zurückzuführen war, erlebte er allerdings nicht mehr.
Nach kurzer Krankheit starb Maximilian Reichel im September 1924 mit 68 Jahren in Berlin. Die Einäscherung erfolgte im Krematorium Wilmersdorf; kurze Zeit später verabschiedeten sich unzählige Feuerwehrkollegen während einer Trauerfeier von ihrem früheren Behördenleiter.
Sein Grab befand sich auf dem Friedhof Schöneberg III in Berlin-Friedenau, bis es 2000 eingeebnet wurde.